# Comarca de Sangüesa
Comarca de Sangüesa (basc Zangozaldea) és una comarca de Navarra, a la zona castellanoparlant dins la Merindad de Sangüesa, que limita al nord amb les comarques de Lumbier i Aoiz, a l'est amb la Comarca de Tafalla i al sud amb la Ribera Arga-Aragón. Està formada pels municipis de:
- Esa
- Liédena
- Oibar
- Leatxe
- Ezporogi
- Eslava
- Galipentzu
- Zare
- Cáseda
- Xabier
- Petilla de Aragón
- Zangoza